# Shahdon Winchester
Shahdon Shane Andre Winchester (Princes Town, 8 de enero de 1992-Gasparillo, 19 de diciembre de 2019) fue un futbolista trinitense, jugaba como delantero y su último equipo fue el equipo Murciélagos F.C. de la Liga de Ascenso MX de México.

## Trayectoria
Debuta en el profesionalismo el 20 de agosto de 2009 en contra del equipo de Real España, válido por partido clasificatorio para la Concacaf Liga Campeones 2008-09 en calidad de titular, siendo sustituido en el minuto 40. Participa en los procesos de su selección en categoría sub-17 y sub-20. Debuta por la selección de fútbol de Trinidad y Tobago el 27 de julio de 2010 contra la selección de fútbol de Antigua y Barbuda ingresando en el minuto 76, su selección obtuvo la victoria del encuentro por 4 goles contra 1. En 2010 el personal del equipo Celtic FC de Escocia mostró interés por el jugador, llevándolo a sesiones de prueba para el equipo logrando anotar en un encuentro ante el equipo de Motherwell X, el 14 de septiembre de 2010.

## Muerte
Winchester fue una de las cuatro personas que murieron en una colisión de tránsito el 19 de diciembre de 2019, cuando el automóvil en el que viajaban se estrelló contra un poste de servicios públicos en Gasparillo al incendiarse y matarlos al instante.

## Clubes y estadísticas
Estadísticas actualizadas a la fecha: 5 de agosto de 2011.
| Club                           | Temporada             | Liga  | Liga  | Copa  | Copa  | Internacional | Internacional | Otros | Otros | Total | Total |
| Club                           | Temporada             | Part. | Goles | Part. | Goles | Part.         | Goles         | Part. | Goles | Part. | Goles |
| ------------------------------ | --------------------- | ----- | ----- | ----- | ----- | ------------- | ------------- | ----- | ----- | ----- | ----- |
| W Connection Trinidad y Tobago | 2010–11 TT Pro League | 3     | 5     | -     | -     | -             | -             | -     | -     | 3     | 5     |
| W Connection Trinidad y Tobago | Total                 | 3     | 5     | -     | -     | -             | -             | -     | -     | 3     | 5     |